# Кладбище Куйлюк-ота
Кладбище Куйлюк-ота — кладбище, расположенное рядом с Куйлюкским рынком в Мирабадском районе Ташкента.

## История
Кладбище, известное в народе как «Куйлык Ота», было основано в 1930 году. Площадь 4,88 га.